# Narcís de Carreras
Narcís de Carreras Guiteras, né le 16 août 1905 à La Bisbal d'Empordà (province de Gérone, Espagne) et mort le 11 octobre 1991 à Barcelone, est un avocat espagnol. Il est le président du FC Barcelone entre 1968 et 1969. Il préside La Caixa entre 1972 et 1987. En 1987, il est remplacé par Juan Antonio Samaranch.

## Biographie
Narcís de Carreras fuit en France lors de la guerre d'Espagne. Après la Guerre d'Espagne, Narcís de Carreras devient un étroit collaborateur du régime franquiste dans plusieurs institutions (cf. l'article "La política o la ilusión del bien común" qu'il publie dans La Vanguardia le 1er octobre 1960 dédié à Franco). Il est de 1946 à 1949 directeur du fonds de retraite de l'industrie textile. En 1960, il est nommé maire adjoint au conseil de la ville de Barcelone.
Avocat aux convictions libérales et démocratiques, il est secrétaire personnel de Francesc Cambó, leader de la Lliga Regionalista.
Narcís de Carreras fait partie du comité directeur du FC Barcelone sous les présidences d'Agustí Montal et d'Enric Martí. Il est ainsi témoin privilégié de comment Alfredo di Stéfano échappe au FC Barcelone pour finir dans les rangs du Real Madrid.
Après la présidence mouvementée d'Enric Llaudet, Narcís de Carreras est élu par acclamation le 17 janvier 1968 comme représentant de l'unité des barcelonistes. On lui attribue la phrase "El Barça és més que un club" ("Le Barça est plus qu'un club"). 
Le Barça remporte la Coupe d'Espagne en 1968 mais perd la finale de la Coupe des coupes face au Slovan Bratislava (2-3). Malgré cette défaite, l'entraîneur Salvador Artigas reste à son poste, mais il est limogé après cinq journées de championnat. Le comité directeur du Barça vote (11 voix à 7) en faveur du retour de l'entraîneur Helenio Herrera. Deux dirigeants se rendent en Italie pour trouver un accord avec Herrera qui veut un salaire deux fois supérieur à celui d'Artigas. Le retour d'Herrera crée un conflit au sein du comité directeur du Barça, plusieurs dirigeants démissionnent. Herrera ne revient pas au Barça. Dépassé par les événements et voyant que l'unité du barcelonisme est impossible, Narcís de Carreras démissionne le 18 décembre 1969.
De 1972 à 1980, il est président de la banque La Caixa.
Il décède des suites d'un diabète.

## Vie privée
Il est le père de Francesc de Carreras, expert en droit constitutionnel et cofondateur du parti politique Ciudadanos.
Son neveu et filleul est Narcis Serra, homme politique et vice-président du gouvernement espagnol de 1991 à 1995.